# 范甯摩擦係數
范甯摩擦係數（英語：Fanning friction factor）為一個用於連續介質力學計算的局部參數，也是一個無因次群，以約翰·托馬斯·范甯為名。定義為局部剪應力與局部流動的動能密度的比值：
{\displaystyle f={\frac {\tau }{\rho {\frac {u^{2}}{2}}}}}
其中：
- {\displaystyle f}為局部范甯摩擦係數
- {\displaystyle \tau }為局部剪應力
- {\displaystyle u}為局部流速
- {\displaystyle \rho }為局部流體密度

在管壁上的剪應力和壓力的損失有關，算法是將壁剪應力乘以管壁面積（若流體流過一圓管，管壁面積為{\displaystyle 2\pi RL}），再除以管子截面積（若流體流過一圓管，管子截面積為 {\displaystyle \pi R^{2}}）。因此{\displaystyle \Delta P=f{\frac {L}{R}}\rho u^{2}}。
摩擦扬程損失和因為摩擦力造成的壓力損失有關，可將壓力損失除以重力加速度以及流體密度的乘積。因此摩擦扬程損失和范甯摩擦係數的關係是：
{\displaystyle \Delta h=f{\frac {u^{2}L}{gR}}=2f{\frac {u^{2}L}{gD}}}
其中：
- {\displaystyle \Delta h}為輸送管之摩擦損耗。
- {\displaystyle f}為輸送管之范甯摩擦係數。
- {\displaystyle u}為輸送管內流體之流速。
- {\displaystyle L}為輸送管之長度。
- {\displaystyle g}為局部重力加速度。
- {\displaystyle D}為輸送管之管徑。

## 范甯摩擦係數公式
范甯摩擦係數為達西摩擦係數的四分之一，因此對於出現在圖表或方程式中的「摩擦係數」必須加以判斷。其中，范甯摩擦係數較常用於化學工程的領域中。
下列方程能用於求得一般工程運用中的范甯摩擦係數。
層流圓管的范甯摩擦係數一般取：
{\displaystyle f={\frac {16}{Re}}}
其中，Re為該流體之雷諾數。

## 外部連結
- Fanning, J.T. . D. Van Nostrand. 1896  [2016-07-10]. ISBN 978-5-87581-042-8. （原始内容存档于2017-02-02）.